# 阿勒特海峽
54°10′S 36°42′W / 54.167°S 36.700°W
阿勒特海峽（英語：Alert Channel），是南極洲的海峽，位於南喬治亞群島，處於惠勒海峽和巴爾岩之間，由英國研究隊繪入地圖，由英國海外領土管轄。